# Нордштеммен
Нордштеммен (нім. Nordstemmen) — громада в Німеччині, розташована в землі Нижня Саксонія. Входить до складу району Гільдесгайм.
Площа — 60,17 км2. Населення становить 12 090 ос. (станом на 31 грудня 2021).